# بوب كونلي
بوب كونلي (بالإنجليزية: Bob Conley)‏ هو لاعب كرة قاعدة أمريكي، ولد في 1 فبراير 1934 في Mousie, Kentucky ‏ في الولايات المتحدة.

## وصلات خارجية
- بوب كونلي على موقع دوري كرة القاعدة الرئيسي (الإنجليزية)
- بوب كونلي على موقعبيزبول رفرنس.كوم (الدوري الرئيسي) (الإنجليزية)
- بوب كونلي على موقعبيزبول رفرنس.كوم (الدوري الثانوي) (الإنجليزية)
- بوب كونلي على موقع إي إس بي إن.كوم (أم.أل.بي) (الإنجليزية)
- بوب كونلي على موقع مشجعي الرسوم البيانية (الإنجليزية)